# Transport kolejowy w Albanii

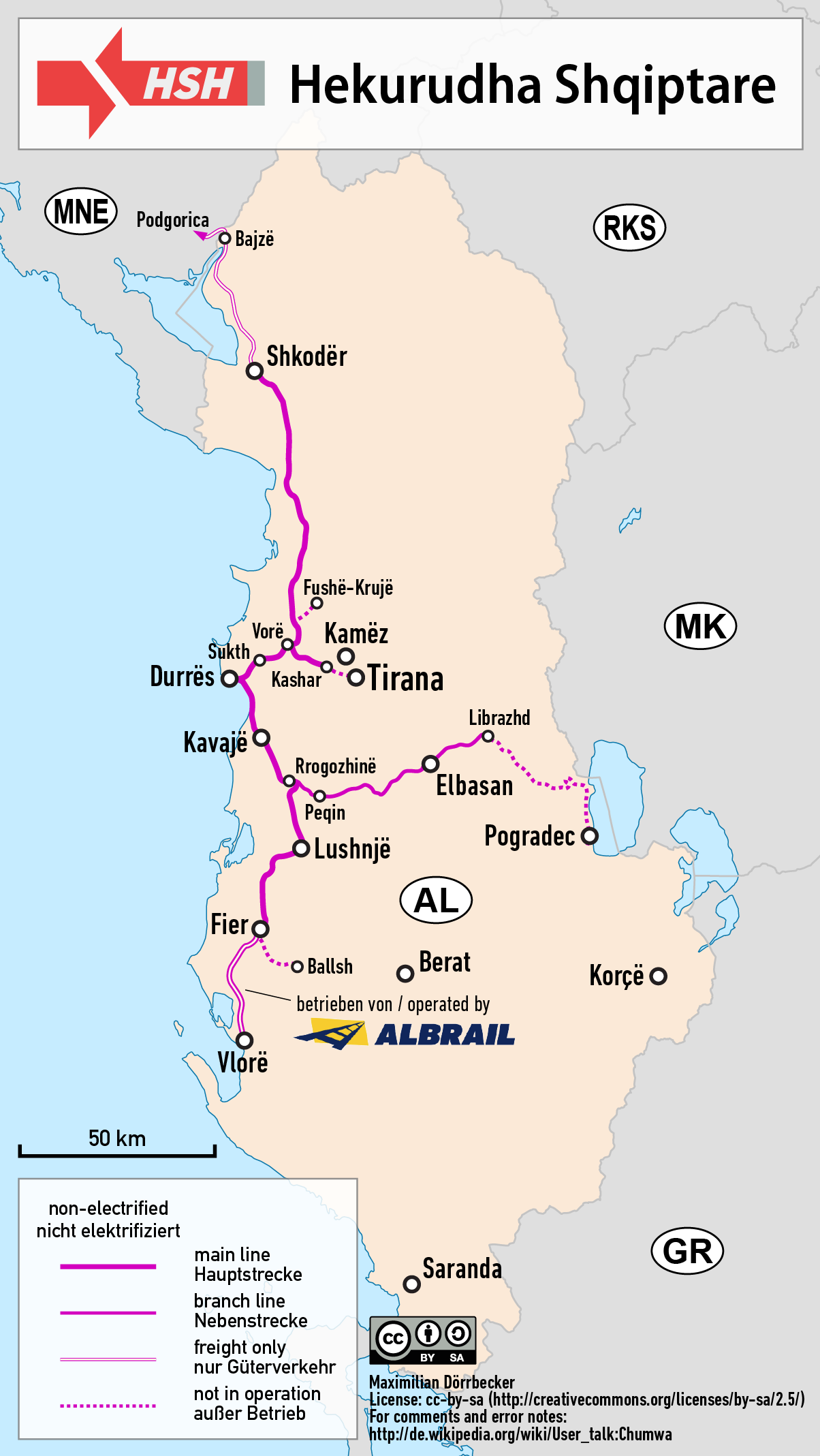
Mapa sieci kolejowej Albanii

Transport kolejowy w Albanii – system transportu kolejowego, działającego na terenie Albanii, operatorem systemu są Koleje Albańskie (Hekurudha e Shqipërisë). Sieć jest w złym stanie technicznym, skutkującym niewielką pracą eksploatacyjną. Licząca w 1987 r. ok. 700 km linii kolejowych w końcu pierwszej dekady XXI w. była w większości nieczynna – ruch prowadzono na ok. 280 km, przy czym ograniczony ruch pasażerski na 200 km.